# Chirosia aconiti
Chirosia aconiti är en tvåvingeart som först beskrevs av Ringdahl 1948.  Chirosia aconiti ingår i släktet Chirosia och familjen blomsterflugor. Inga underarter finns listade i Catalogue of Life.